# Équipe cycliste CykelCity.se
L'équipe cycliste CykelCity.se est une équipe cycliste suédoise fondée en 2009 et ayant le statut d'équipe continentale depuis 2011.

## Histoire de l'équipe
Après huit années d'existence, l'équipe annonce la fin du sponsoring à l'issue de la saison 2012.

## Classements UCI
L'équipe participe aux circuits continentaux et principalement à des épreuves de l'UCI Europe Tour. Les tableaux ci-dessous présentent les classements de l'équipe sur les différents circuits, ainsi que son meilleur coureur au classement individuel.
UCI Europe Tour
| Saison | Classement par équipes | Meilleur coureur au classement individuel |
| ------ | ---------------------- | ----------------------------------------- |
| 2011   | 53e                    | Jonas Ahlstrand (144e)                    |
| 2012   | 46e                    | Jonas Ahlstrand (122e)                    |

## Principaux résultats

### Championnats nationaux
- Championnat de Suède sur route : 1
  - Course en ligne : 2011 (Philip Lindau)

## CykelCity.se en 2012

### Effectif

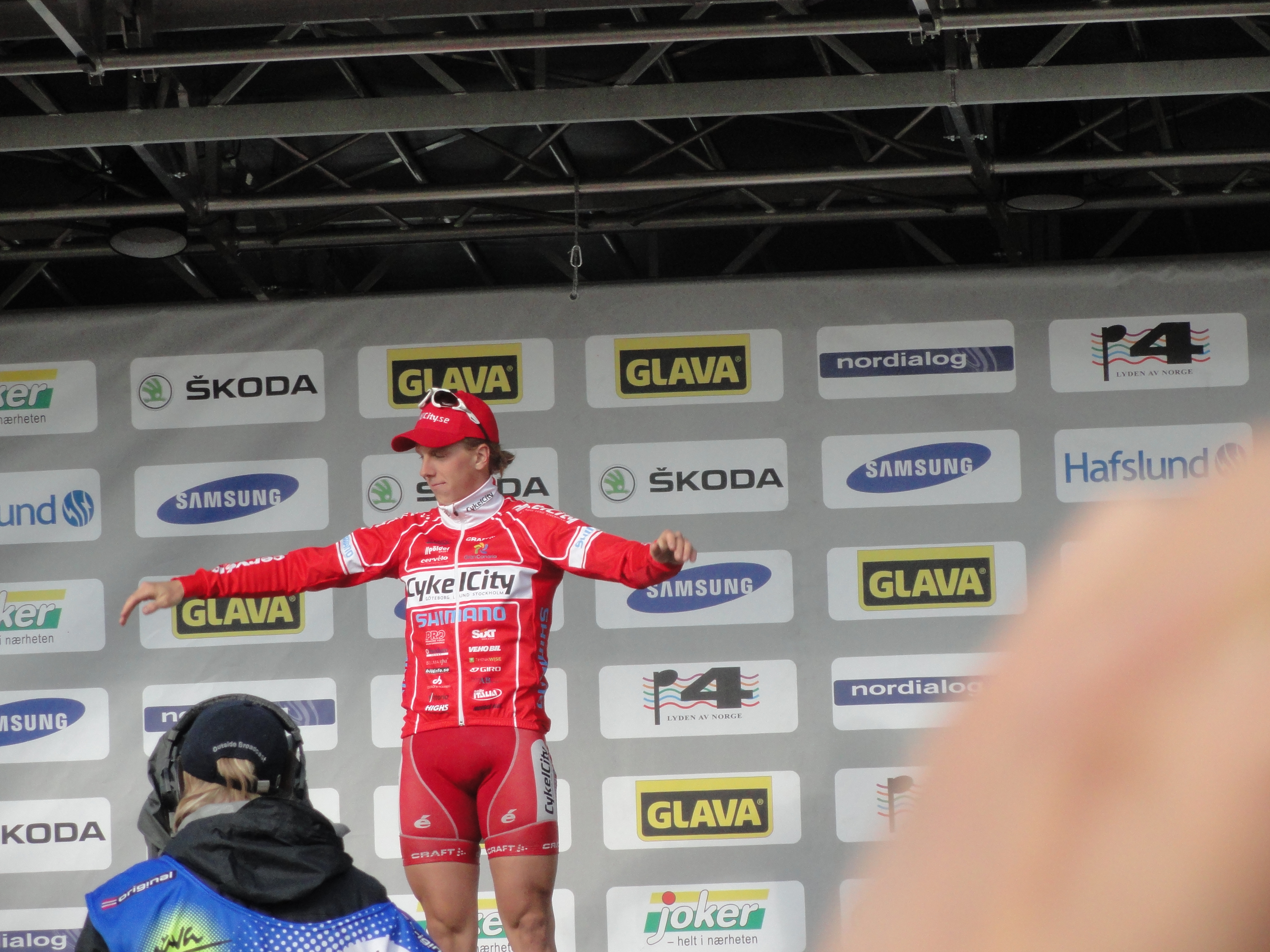
Jonas Ahlstrand remporte une victoire de prestige lors du Tour de Norvège, en 2012.

| Cycliste             | Date de naissance | Nationalité | Équipe 2011                     |
| -------------------- | ----------------- | ----------- | ------------------------------- |
| Henrik Åbom          | 18.05.1980        | Suède       |                                 |
| Jonas Ahlstrand      | 16.02.1990        | Suède       |                                 |
| Christian Bertilsson | 05.09.1991        | Suède       |                                 |
| Jonas Bjelkmark      | 01.04.1987        | Suède       |                                 |
| Johan Broberg        | 12.05.1992        | Suède       |                                 |
| Michael Chauner      | 19.09.1986        | États-Unis  |                                 |
| Jesper Dahlström     | 05.01.1990        | Suède       |                                 |
| Johan Landström      | 03.03.1982        | Suède       |                                 |
| Robert Lea           | 17.10.1983        | États-Unis  | Ex-pro (Bahati Foundation 2010) |
| Philip Lindau        | 18.08.1991        | Suède       |                                 |
| Michael Olsson       | 14.03.1986        | Suède       |                                 |
| Robert Pölder        | 21.06.1991        | Suède       |                                 |
| Edvin Wilson         | 25.04.1989        | Suède       |                                 |

### Victoires
| Date       | Course                         | Pays    | Classe | Vainqueur       |
| ---------- | ------------------------------ | ------- | ------ | --------------- |
| 19/03/2012 | 1re étape du Tour de Normandie | France  | 2.2    | Michael Olsson  |
| 12/05/2012 | Scandinavian Race Uppsala      | Suède   | 1.2    | Jonas Ahlstrand |
| 16/05/2012 | 1re étape du Tour de Norvège   | Norvège | 2.1    | Jonas Ahlstrand |